# Bowrider

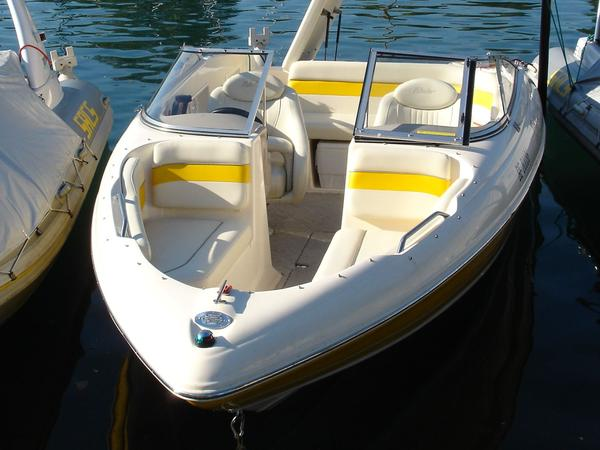
Ein Bowrider

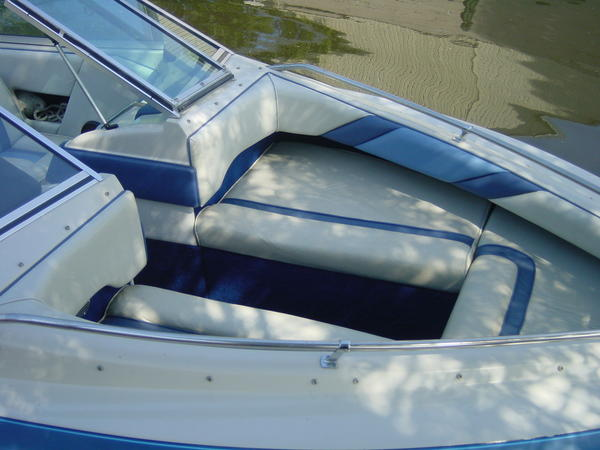
Der Bug eines Bowriders

Bowrider ist als Motorsportboot ein Sportboottyp (meistens Gleiter) mit offenem Vorderdeck.
Bowrider (auch Open Bow) ist ein Anglizismus.
Der üblicherweise sonst geschlossene Bug wird durch zusätzliche Sitzplätze begehbar gemacht; es ist allerdings häufig möglich, den Bug mit vom Hersteller mitgelieferten passenden Formteilen zu verschließen.
Sportboote dieser Bauart bieten zwar ein großzügigeres Sitzplatzangebot, jedoch führt dies auch zu einem geringeren Angebot an geschlossenen Stauräumen.
Der offene Bug kann die Seetüchtigkeit negativ beeinflussen, da er durch das Überkommen hoher Wellen volllaufen kann. Diese Gefahr besteht hauptsächlich in Verdrängerfahrt und bei falscher Beladung, also buglastigem Trimm. Der Bug wird deshalb auch in selbstlenzender Bauweise ausgeführt.